# Campeonato Indiano de Fórmula 4
O Campeonato Indiano de Fórmula 4 (em inglês: F4 Indian Championship) é uma categoria de fórmula baseada e disputada na Índia, nos regulamentos da Fórmula 4 e organizado pela Racing Promotions Pvt Ltd. A temporada inaugural da categoria foi em 2023. O campeão da temporada tem o direito de disputar o Campeonato de Fórmula Regional Indiana de graça na próxima temporada.

## História
Gerhard Berger e a Comissão de Monopostos da FIA lançaram a FIA Fórmula 4 em março de 2013. O objetivo da Fórmula 4 é tornar o caminho para a Fórmula 1 mais claro. Além dos regulamentos desportivos e técnicos, os custos também são regulados. Para a compra do carro para competir nesta categoria o valor não pode exceder € 30.000. Uma temporada na Fórmula 4 não pode exceder € 100.000 em custos.
A criação da categoria e da Fórmula Regional Indiana foram anunciadas em 15 de agosto de 2021, nas redes sociais dos Mumbai Falcons, equipe que disputava na época a Fórmula 3 Asiatica. O lançamento oficial da categoria aconteceu em 19 de agosto de 2021.

## Formato
O formato da etapa é de ter três baterias por fim de semana e uma sessão classificatória. A volta mais rápida das classificatórias marca a pole position para a primeira bateria, com a segunda tendo seu grid definido pelos resultados invertidos da primeira bateria e a terceira, com o grid definido pela segunda volta mais rápida de cada piloto nas classificatórias.

## Carro
Inicialmente, a categoria contaria com os chassis Tatuus F4-T421, motores italianos Abarth e apoio técnico da Prema Powerteam, responsável por equalizar os carros. Após não conseguir iniciar a temporada de 2022, a categoria mudou o seu carro, vindo os Myglale M21-F4 franceses, com motores Alpine e apoio técnico da MP Motorsport.

## Campeões
| Temporada | Piloto         | Equipe               | Corridas | Poles | Vitórias | Pódios | Volta mais rápida | Pontos | Margens |
| --------- | -------------- | -------------------- | -------- | ----- | -------- | ------ | ----------------- | ------ | ------- |
| 2023      | Cooper Webster | Chennai Turbo Riders | 15       | 5     | 8        | 11     | 7                 | 282.5  | 62.5    |
| 2024      | Aqil Alibhai   | Hyderabad Blackbirds | 15       | 1     | 6        | 4      | 12                | 282    | 22      |

## Circuitos
- Em negrito são circuitos incluídos na temporada 2025

| Circuitos                      | Etapas | Anos      |
| ------------------------------ | ------ | --------- |
| Madras International Circuit   | 6      | 2023–Hoje |
| Kari Motor Speedway            | 2      | 2024      |
| Chennai Formula Racing Circuit | 1      | 2024      |